# Odozana margina
Odozana margina är en fjärilsart som beskrevs av William Schaus 1896. Odozana margina ingår i släktet Odozana och familjen björnspinnare. Inga underarter finns listade i Catalogue of Life.